# Malexander
Malexander är en småort i Boxholms kommun och kyrkby i Malexanders socken i södra Östergötland vid sjön Sommen.
I orten ligger Malexanders kyrka, en campingplats och en hembygdsgård. Orten har en brygga som ibland trafikeras av ångfartyget S/S Boxholm II.
Malexander innehar rekordet för mest regn under 15 minuter för oktober månad. Den 6 oktober 2020 kom det 16,3 mm regn på 15 minuter, vilket motsvarar en normal mängd för hela månaden.

## Historik
Ortnamnet sägs komma av Malgesanda, som betyder "Sandmon vid sjön Malgen". 
I närheten av Malexander skedde 1999 de så kallade Malexandermorden där två polismän sköts till döds. Två minnesstenar över dem finns på platsen där de sköts.

## Framstående Malexanderbor
- Hilding Hagberg, partiordförande i Sveriges Kommunistiska Parti 1951-1963
- Sven Stolpe, författare
- Bengt Åkerblom, upphovsman till Åkerblomstolen
- Pelle Björnlert, riksspelman
- Johan Wahlqvist, regissör, skådespelare, författare